# Sofia (Automarke)

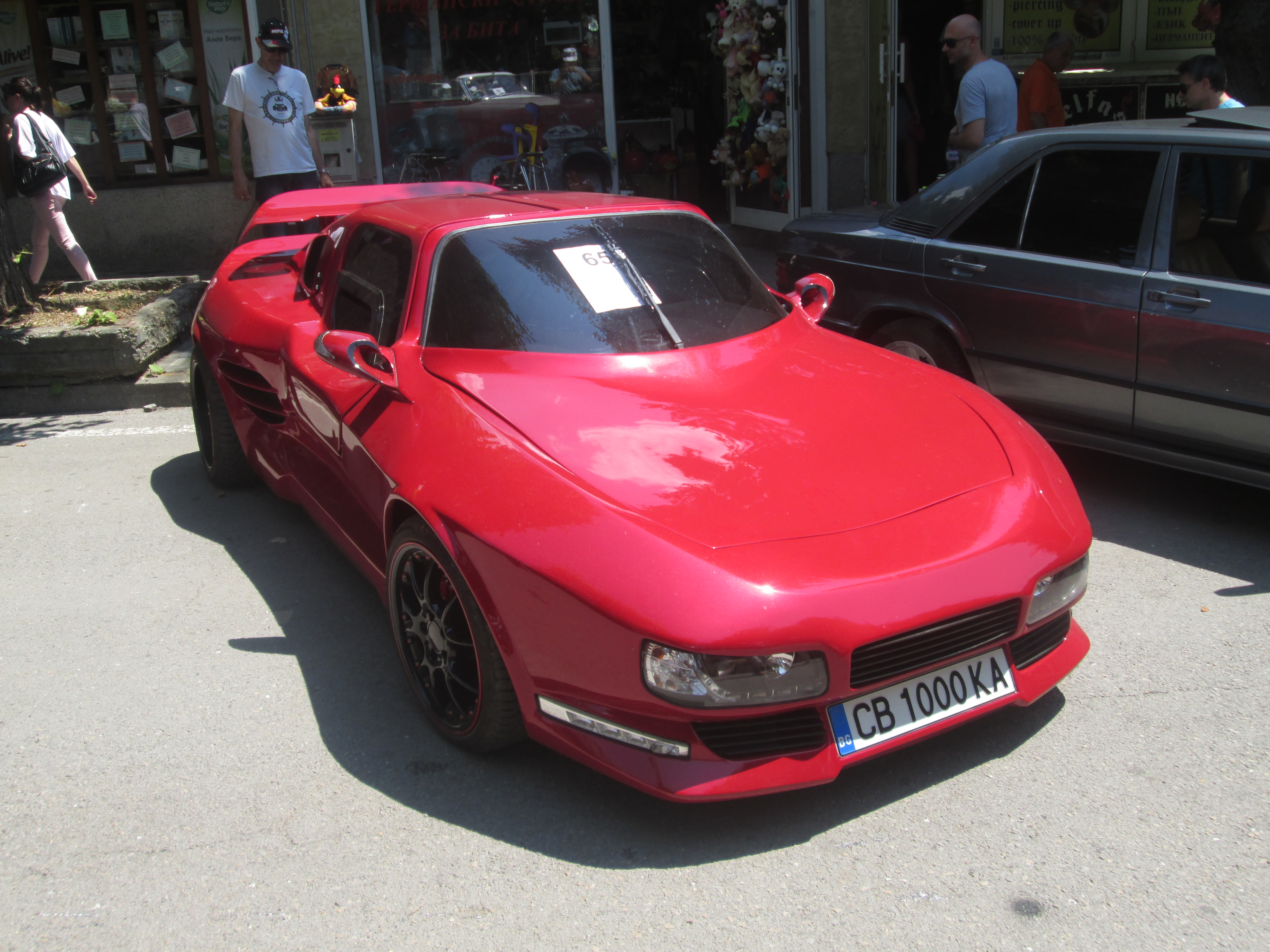
Restaurierter Sofia-B Sportwagen, 2019.

Sofia war eine bulgarische Automarke für Sportwagen. Die Fahrzeuge wurden in der Mitte der 1980er bis in die 1990er Jahre in verschiedenen Versionen hergestellt. Entwickler und Designer war Welissar Andreew (Velizar Andreev).

## Produktion
1985 entstand ein erster Prototyp und 1986 begann die Arbeit an weiteren Sportwagen des Typs Sofia B mit einer Karosserie aus Glasfaserverstärktem Kunststoff, Flügeltüren und versenkbaren Scheinwerfern. Es war geplant 200 Fahrzeuge zu bauen. 1989 erschien die endgültige Version des Sofia B mit in der Stoßstange integrierten Scheinwerfern und ohne Flügeltüren. Die Herstellung wurde vom Maschinenbau-Unternehmen Balcancar und dem bulgarischen Ministerium für Maschinenbau unterstützt.
1990 wurde ein Prototyp des Sofia C mit dem Motor eines Ladas entwickelt und auf der  Sofia Motor Show vorgestellt. Im selben Jahr wurde der Start zur Serienproduktion sowohl für den Sofia B als auch den Sofia C freigegeben, insgesamt wurden aber nur 72 Fahrzeuge hergestellt.

## Produktionsdaten
- Sofia B (1985–2001): 12
- Sofia C (1990–2001): 60